# President Roxas (Capiz)
President Roxas ist eine philippinische Stadtgemeinde in der Provinz Capiz.
Sie hat 29.676 Einwohner (Zensus 1. August 2015).
Ursprünglich hieß der Ort Lutod-Lutod, seinen heutigen Namen erhielt er, nachdem der zuvor zu Pilar gehörende Ort 1949 eine selbstständige Stadtgemeinde geworden war. Sie liegt an der Küste der Pilar-Bucht.

## Baranggays
President Roxas ist politisch 22 Baranggays unterteilt.
| - Aranguel - Badiangon - Bayuyan - Cabugcabug - Carmencita - Cubay - Culilang - Goce - Hanglid - Ibaca - Madulano | - Manoling - Marita - Pandan - Pantalan Cabugcabug - Pinamihagan - Poblacion (Elizalde) - Pondol - Quiajo - Sangkal - Santo Niño - Vizcaya |